# Вінтонів Роман Іванович
Рома́н Іва́нович Вінто́нів (нар. 5 березня 1982, Караганда, Казахська РСР, СРСР) — український тележурналіст, актор, сценарист, музикант. Відомий українським глядачам під ім'ям свого гумористичного образу — Майкла Щура.
Колишній член правління ПАТ «НСТУ», відповідальний за суспільно-політичний напрям діяльності.

## Біографія
Народився 5 березня 1982 року в Казахстані (тоді Казахська РСР). Виріс у місті Долині Івано-Франківської області.
Останні шкільні роки готувався стати економістом, але вступив на факультет журналістики Львівського державного університету імені Івана Франка, де закінчив кафедру телебачення та радіомовлення. Протягом навчальних років стажувався у хмельницькій газеті «Є» та на львівському ТРК «Люкс», куди його згодом запросили працювати на телестудії. По тому близько року працював на телеканалі «К1».
З січня 2007 року — працював журналістом на телеканалі «Інтер». З травня 2007 року був журналістом новоствореної компанії ТОВ «Національні інформаційні системи» (НІС), що виробляла новини для телеканалу «Інтер». Був журналістом підсумкової інформаційної програми «Подробиці тижня». Після зміни керівництва та редакційної політики НІСу на провладну й звільнення Наталки Гуменюк, яка обіймала посаду керівника міжнародного відділу, Роман Вінтонів звільнився 11 грудня 2009 року.
З 15 січня 2010 року працював журналістом в «Українській службі BBC».
З червня 2010 року обіймав посаду шеф-редактора інформаційної служби нового телеканалу «ZIK», а з вересня, після запуску каналу, також виконував на ньому роль ведучого програми «Погляд на тиждень». У цей час Вінтонів відповідав за запуск та вихід чотирьох інформаційних програм — «Огляд дня», «Погляд на тиждень», прогноз погоди та «Насправді це серйозно». У останній програмі поєднувалися елементи прихованої камери, гумору та суспільної проблематики. У листопаді 2010 року звільнився.
Після цього працював журналістом в редакції програми «Сніданок з 1+1». У грудні 2010 року, після бійки у Верховній Раді, Вінтонів прийшов у парламент у новорічному костюмі зайця, прокоментувавши це словами: «Якщо ВР перетворюється на цирк, то це треба офіційно визнати та вдягатися відповідним чином».
В жовтні 2011 року Роман Вінтонів стверджував, що думає повернутися до «серйозних тем».
З лютого 2012 року Роман Вінтонів працює старшим редактором нового соціального ток-шоу «Говорить Україна», який знімає компанія «The Show Time» для телеканалу «Україна».
В лютому-березні 2012 року він також перевівся з редакції «Сніданку з 1+1» у департамент журналістських розслідувань каналу «1+1». Однак перший же його сюжет для програми «Гроші» не вийшов в ефір. Головний редактор департаменту Максим Сухенко пояснив, що «веселий стьобний сюжет» Вінтоніва у стилі, «напрацьованому у „Сніданку“», не підпадає під формат програми. 3 жовтня 2012 року було створено канал «Телебачення Торонто» на сайті YouTube, де Роман Вінтонів з'явився в образі канадського журналіста Майкла Щура. Серія інтерв'ю з українськими політиками була профінансована грантом від «Новий громадянин» та «Чесно».
У березні 2013 року почала виходити програма «Але є одне але» (АЄОА), автором і ведучим якої був Роман Вінтонів в образі Майкла Щура. Програма була некомерційним проєктом, що здійснювався спільно із сайтом ukrlife.tv. Згодом співавторами сценарію стали також Євген Самойленко і Андрій Кондратенко.

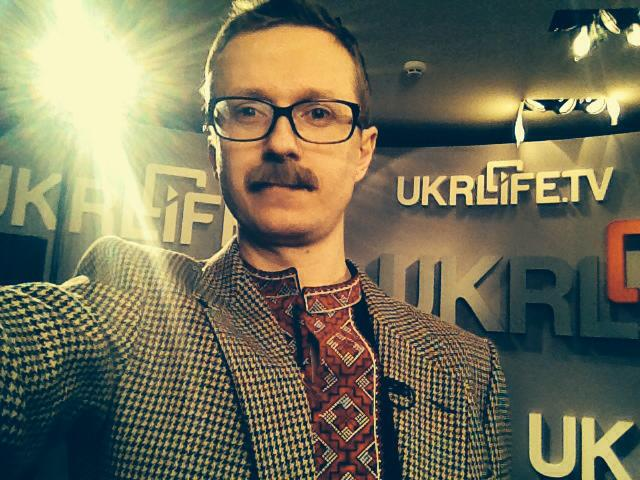
Майкл Щур за часів програми «Але є одне але», 2014

26 квітня 2014 року, за місяць до Президентських Виборів 2014 року в Україні, Роман Вінтонів спільно із «Громадським телебаченням» почав знімати програму «Вйо до Трону», в якій він в образі Майкла Щура розглядав кандидатів на пост президента. Загалом вийшло п'ять випусків «Вйо до Трону», присвячених восьми із 21-го кандидата. Після виборів, починаючи з 3 червня 2014, вийшло ще чотири випуски програми під зміненою назвою — «Вже на Троні».

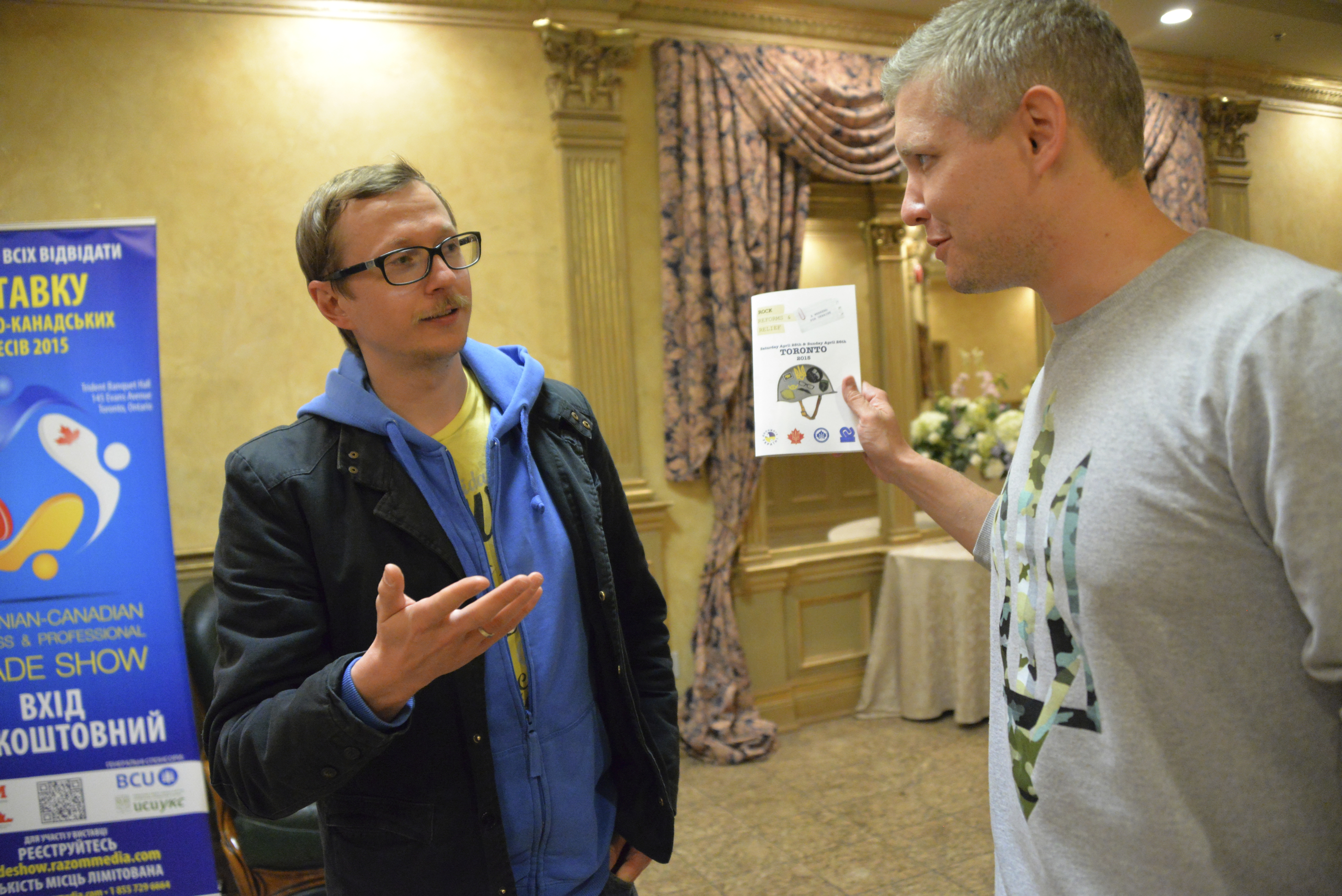
Майкл Щур у Канаді на зборі пожертв для учасників АТО, квітень 2015

18 жовтня 2014 року на «Першому національному телеканалі» відбулася прем'єра нового щотижневого сатиричного дайджесту новин «Утеодин» із ведучим Романом Вінтонівим в образі Майкла Щура. Креативний продюсер проєкту — Євген Самойленко, сценаристи і редактори — Андрій Кондратенко, Олександр Очаковський, Юрко Космина. 25 липня 2015 року вийшов останній, 35-ий, випуск цієї програми у сезоні.
Водночас Романа Вінтоніва призвали в армію (у останній шостій хвилі мобілізації) і він мав взяти участь у проєкті «Прикомандировані журналісти», на меті якого є налагодження співпраці військових і журналістів. Однак службу відбув у 169-му навчальному центрі у смт Десна, де сукупно провів більше року (близько 444 днів). Займався в групі посиленої підготовки, яку готували для участі в АТО, однак підготовку припинили через суперечності зі статутами ЗСУ. Снайпер. Демобілізувався 18 жовтня 2016 року.
6 листопада 2016 року вийшов перший випуск нової програми «#@)₴?$0» («Ґрати, песик, дужка, гривня, знак питання, долар, нуль»), яку Роман Вінтонів вів у ролі Майкла Щура. Співавтор програми — креативний продюсер Євген Самойленко. Нова програма виходить щонеділі на трьох мовниках — «Першому» (до 23 травня 2022 року називався «UA: Перший»), каналі «24» та «Громадському» та на каналі «Телебачення Торонто» в YouTube.
29 жовтня 2017 року на «UA: Першому» почало виходити пізньовечірнє ток-шоу «ЧереЩур» із Майклом Щуром.
1 серпня 2019 року звільнився з «Суспільного», де був членом правління із 2017 року, аби зосередитися на власному проєкті.
Деякий час Роман Вінтонів називав свої творчі методи небанальної журналістики «дурналістикою» та «хулналістикою» (хуліганською журналістикою).
1 березня 2022 року, під час відкритого російського вторгнення на територію України, записав відеозвернення до російських журналістів, де повідомив, що служить у ЗСУ.
Під час повномастабного вторгнення росіян в Україну, в 2022 році Роман став бійцем 112 бригади ТРО.
Наразі працює в Управлінні преси та інформації Міністерства оборони України.

## Майкл Щур
Майкл Омелянович Щур — комічний персонаж, вигаданий Романом Вінтонівим. За легендою Майкл Щур є кореспондентом телеканалу «УТ-Торонто» української діаспори Канади, який був відряджений до України перед парламентськими виборами 2012 року, щоб зробити інтерв'ю з українськими політиками. У нього є дружина Аманда та двоюрідна сестра Тетяна Щур.
У своїй програмі «Чим живеш, Україно?» журналіст ставив прямолінійні й наївні запитання українським політикам. Загалом вийшло шість випусків цієї програми.
Наприкінці 2014 року канал «Телебачення Торонто», через який поширюються усі відео Майкла Щура, здобув «Срібну кнопку» від сайту YouTube (англ. Silver Play Button Youtube), як канал, що має 100 тисяч підписників.
Легенда про «канадськість» Майкла Щура була ключовим компонентом гумору у його ранній творчості, але поступово втратила актуальність. У 2019 році, Роман Вінтонів так висловився про свій образ:
Образ Майкла Щура Вінтоніву допомогла створити його дружина Анна Бабінець, яка користувалася псевдонімом Аманда Щур. Натхненником образу також слугував британський комік Саша Барон Коен із його вигаданими персонажами, які брали інтерв'ю у знаменитостей.

## Музика
У вільний час Роман Вінтонів пише музику. Був учасником львівського гурту «Трейсер»,⁣ а також створеного разом з друзями гурту «Екстра! Екстра!» в Києві.
Пісня «Гітарний перебор», виконана в образі Майкла Щура, здобула популярність під час Євромайдану.

## Сім'я
11 червня 2011 року одружився з журналісткою Анною Бабінець.
31 січня 2015 року[джерело?] у них народилася донька Катерина.
У лютому 2019 року подружжя подало на розлучення, 22 травня 2019 року шлюб було розірвано.

## Громадянська позиція
У червні 2018 записав відеозвернення на підтримку ув'язненого у Росії українського режисера Олега Сенцова.
Під час російського вторгнення в Україну в лютому 2022 року він пішов захищати Україну в лавах ЗСУ. Роман, у військовій формі і з автоматом у руках, записав звернення до росіян, які активно чи своїм мовчанням підтримують війну, та розкритикував їхню позицію, застерігши, що продовження війни матиме катастрофічні наслідки для репутації Росії.

## Нагороди
- 2017 — премія імені Олександра Кривенка «За поступ у журналістиці»[60]
- 2020 — премія від «Української правди» — Натхнення року[61]

### Номінації
- 2020 — Премія імені Георгія Ґонґадзе[62]